# ITF Changwon Women's Challenger Tennis
L'ITF Changwon Women's Challenger Tennis è un torneo professionistico di tennis giocato su campi in cemento. Fa parte dell'ITF Women's Circuit. Si gioca annualmente a Changwon in Corea del Sud.

## Albo d'oro

### Singolare
| Anno | Campionessa     | Finalista      | Punteggio     |
| ---- | --------------- | -------------- | ------------- |
| 2011 | Chanel Simmonds | Yurika Sema    | 6-2, 6-2      |
| 2012 | Duan Yingying   | Zhang Ling     | 6–4, 6–3      |
| 2013 | Risa Ozaki      | Zhang Yuxuan   | 6–4, 6–4      |
| 2014 | Hong Hyun-hui   | Junri Namigata | 2–6, 6–4, 6–3 |

### Doppio
| Anno | Campionesse                     | Finaliste                  | Punteggio        |
| ---- | ------------------------------- | -------------------------- | ---------------- |
| 2011 | Chan Hao-ching Zheng Saisai     | Yurika Sema Erika Takao    | 6-2, 4-6, [11-9] |
| 2012 | Liu Wanting Xu Yifan            | Yang Zhaoxuan Zhang Kailin | 6–4, 7–5         |
| 2013 | Chan Chin-wei Liu Chang         | Han Sung-hee Kim Ju-eun    | 6–0, 6–2         |
| 2014 | Chuang Chia-jung Junri Namigata | Kim So-jung Lee Ye-ra      | 7–6(7–5), 6–0    |